# 法禅寺 (中津川市)
法禅寺（ほうぜんじ）は、岐阜県中津川市加子母にある曹洞宗の寺院。山号は大慈山。
大杉地蔵尊は、法禅寺の飛地境内にある。

## 歴史
曹洞宗に属し、萬燈山と号する。本尊は華厳釈迦如来で、脇侍は普賢菩薩と善財童子であるが、作者・年代・由緒などは明らかではない。
此の地には、過去に飛騨国益田郡御厩野に存在した大威徳寺の末寺で極楽寺と称する真言宗の寺院があったが、
天正13年（1585年）の天正地震によって、大威徳寺が壊滅したことにより、極楽寺も衰微して広い境内に草庵を残すのみとなっていた。
寛文3年（1663年）、清厳良淳が、加子母村の万賀に福田寺を開基し、その師の美濃国加茂郡和泉村の洞雲寺二世の善中春良を迎えて開山とした。
後に、庵主からの招請があったため、清厳良淳は極楽寺の跡地が最適と考えて福田寺を現在地に移転して寺号を萬燈山 法禅寺に改めた。
享保10年（1725年）、三世の道密逸志の代に火災の厄に遭い、本堂をはじめとする諸建築物・什物・過去帳など全てが焼失した。
天文5年（1740年）、道密逸志と四世の百霊智満の努力と檀信徒の奉仕により仮建築ながら復興した。
さらに六世の悦峯恵禅の代に、須弥壇と開山堂の再建がなった。
また過去帳については、道密逸志以後に苦心再編されたが、1805年（文化2年）、七世の禅縫虎観の代に、過去帳が全面的に書き変えられている。
また由緒については、禅縫虎観の記録によるものであるが、目が不自由であったため、折しも加子母村に滞在していた飛騨高山の手習師匠の宇竺に依頼して記述させたものである。
その後、明治初期まで法禅寺について記述されたものは見当たらないが、衰微し荒廃していたようである。

### 十三世の機外覚道
機外覚道は、嘉永5年（1852年）、尾張国八剣村に生まれた。
明治12年（1879年）に壇信徒に請われて、37歳で十三世住職となり、村民の衰えた信仰心の挽回に努め、坊舎（庫裡）の改築、寺有耕地の整備、寺有山林への植栽、その他基本財産の備蓄を実施して、寺院安泰の基礎を築き自らを中興と自称した。
明治25年（1892年）には山門を改築。
明治31年（1898年）には英照皇太后陛下並びに日清戦争の戦病死者の霊を追悼するために、一千圓を投じて新たに大梵鐘を鋳造した。
明治37年（1904年）には篤志家の寄進を得て大蔵経全巻を購入し、日露戦争の戦病死者のために、寺内に忠孝堂を設けて祀った。
このように法禅寺の興隆に尽くしたので、村民は機外覚道を信頼して業績を賛し、諸事業の完成に協力したが、
大正3年（1914年）に、在職35年で入寂した。

### 十四世の大機活道
大機活道は、明治3年（1870年）、尾張国八剣村の生まれで、機外覚道の第一徒弟である。
機外覚道の入寂と共に檀信徒から要請を受けて、それまで苦心して開山した加茂郡黒川村の豊川寺を後弟に譲り、十四世住職となった。
明治41年（1908年）3月17日、豊川寺を末寺に加えた。
本堂の屋根の柿葺を瓦葺に葺替した。また寺坊周囲の高塀の築造、念仏講・和讃講の普及と指導など益々寺院の整備経営と信仰心の鼓吹に努め、村民の信頼が厚かった。
明治45年（1912年）に隠棲し、昭和24年（1949年）に入寂した。

### 十五世の大法隆道
大法隆道は、明治45年（1912年）名古屋市の生まれで、大機活道の第一徒弟である。
駒沢大学を卒業後、大本山永平寺で修行し前住職の隠栖により、十五世住職となった。
昭和22年（1947年）には、晋山式・江湖会並びに大受戒会を執行した。
昭和26年（1951年）には、大梵鐘を鋳造し、1954年（昭和29年）には、本堂に御拝を増築し、1957年（昭和32年）には、薬申閣を上区藤山より境内に移転し、弁天堂を改築し、放生池を開堀し、東西両参道の拡幅工事を完了した。
昭和37年(1962年）には、法禅寺開創三百年記念事業として、位牌堂の新築と本堂内陣の改造を行うなど寺院の整備を行うとともに壇信徒の教化布教に尽力した。

### 薬師如来像
奈良時代の高僧の泰澄の作と伝わる薬師如来像がある。
この仏像は、初めは木曽越の薬師堂に祀られていたが、延宝8年（1680年）の大洪水、大正元年（1912年）の暴風で破損したり光背や台座等が流されたりしたので、安全を期して、藤山の庚申堂へ移した。
更に昭和32年（1957年）2月、法禅寺に移し、現在は薬申閣に祀ってある。
洪水で破損したり流出した部分は、後に修復されたが、光背は板を切り抜いた輪で、台座は板を釘に打ち付けて造られた箱というように簡素なものとなっている。
右手は、本来の薬師如来像であれば、五本の指を揃えて伸ばし掲げているはずであるが、仏師が修理した際に間違えたのか、親指と人差し指で輪をつくった阿弥陀如来像の手になってしまっている。
左手の手のひらの上にあるべき薬壺も流出したのか今は無い。

### 十二神将像
薬師如来像の左右に六体ずつあるべき十二神将像は、僅か一体しか残っていない。
この仏像が制作された当時の面影を残す金箔も、顎の下などに僅かに残っているのみである。

### 梵鐘
法禅寺の梵鐘が最初に鋳造されたのは、開創2年後の寛文5年（1665年）である。
しかし前述のように明治31年（1898年）に新梵鐘を鋳造したので、古梵鐘は小郷の地蔵堂へ移した。
昭和19年（1944年）太平洋戦争が烈しくなって軍事物資が欠乏し、金属類の供出が行われた時に両方の梵鐘とも供出された。
新梵鐘は帰らなかったが、古梵鐘は名古屋の牛島に残っていたので、直ちに法禅寺の鐘楼に迎え入れることができた。
さらに昭和26年（1951年）に新たな梵鐘を鋳造したため、古梵鐘は地蔵堂に戻した。

## 寺宝
- 摩利支天画像 - 室町時代の画僧である吉山明兆（兆殿司）の筆と伝わる。
- 木像薬師如来坐像 - 薬申閣にある。坐高130cm　寄木内刳漆箔。泰澄の作と伝わるが明らかではない。
- 大蔵経 全六百巻 - 享保年間に内木彦七が寄付
- 華厳経 一部 四十一巻 - 中国書版本